# Macromitrium pseudofimbriatum
Macromitrium pseudofimbriatum är en bladmossart som beskrevs av Georg Ernst Ludwig Hampe 1875. Macromitrium pseudofimbriatum ingår i släktet Macromitrium och familjen Orthotrichaceae. Inga underarter finns listade i Catalogue of Life.